# Międzynarodowe Stowarzyszenie Boksu
Międzynarodowe Stowarzyszenie Boksu (ang. International Boxing Association, skrót IBA) – międzynarodowa organizacja pozarządowa, zrzeszająca 198 narodowych federacji boksu amatorskiego.
Federacja ma siedzibę w Lozannie i organizuje zawody w boksie amatorskim. Jej członkami jest 198 krajowych związków i stowarzyszeń bokserskich (w tym Polski Związek Bokserski).

## Historia
Poprzedniczką IBA była założona 24 sierpnia 1920 roku Międzynarodowa Federacja Boksu Amatorskiego (fr. Fédération Internationale de Boxe Amateur, FIBA), która została rozwiązana po zakończeniu II wojny światowej. 
28 listopada 1946 roku z inicjatywy angielskiego i francuskiego związku bokserskiego została powołana nowa organizacja o nazwie Międzynarodowe Stowarzyszenie Boksu Amatorskiego (ang. Amateur International Boxing Association, AIBA). 
Jego pierwszy kongres, w którym uczestniczyły związki bokserskie z 21 państw, odbył się w dniach 29–30 listopada 1946 roku w Londynie. Pierwszym prezydentem organizacji został wybrany Francuz Emile Grémaux.
22 października 2007 roku, podczas nadzwyczajnego kongresu w Chicago zmieniono nazwę organizacji na International Boxing Association, podjęto jednak równocześnie decyzję o zachowaniu dotychczasowego skrótu AIBA.

## Prezydenci
- 1946–1962 − Emile Grémaux (Francja)
- 1962–1974 − Rudyard Russell (Anglia)
- 1974–1978 − Nikołaj Nikiforow-Dienisow (ZSRR)
- 1978–1986 − Don Hull (USA)
- 1986–2006 − Anwar Chowdhry (Pakistan)
- 2006–? − Wu Ching-Kuo (Tajwan)
- od 2022 – Umar Kriemlow (Rosja)

## Zawody
Do organizowanych przez AIBA międzynarodowych zawodów należą m.in.:
- Mistrzostwa świata (od 1974 roku),
- Mistrzostwa świata kobiet (od 2001 roku),
- Młodzieżowe mistrzostwa świata (w latach 1979–2006 zwane mistrzostwami świata juniorów; zawodnicy w wieku 17–18 lat)
- Mistrzostwa świata juniorów (w latach 2001–2007 zwane mistrzostwami świata kadetów; zawodnicy w wieku 15–16 lat),
- Puchar świata (od 1979 roku),
- zawodowa liga World Series of Boxing (od 2010 roku).

Za organizację zawodów na szczeblu kontynentalnym odpowiada pięć wydzielonych konfederacji AIBA:
- African Boxing Confederation (AFBC),
- American Boxing Confederation (AMBC),
- Asian Boxing Confederation (ASBC),
- European Boxing Confederation (EUBC),
- Oceania Boxing Confederation (OCBC).